# Њу Маркет (Тенеси)
Њу Маркет (енгл. New Market) град је у америчкој савезној држави Тенеси.

## Демографија
По попису из 2010. године број становника је 1.334, што је 100 (8,1%) становника више него 2000. године.
| Група             | 2000.         | 2010.         |
| Белци             | 1.119 (90,7%) | 1.221 (91,5%) |
| Афроамериканци    | 48 (3,9%)     | 47 (3,5%)     |
| Азијати           | 5 (0,4%)      | 2 (0,1%)      |
| Хиспаноамериканци | 45 (3,6%)     | 49 (3,7%)     |
| Укупно            | 1.234         | 1.334         |